# Église protestante de Gerstheim
L'église protestante de Gerstheim ou église Saint-Guillaume de Gerstheim est un monument historique situé à Gerstheim, dans le département français du Bas-Rhin.

## Localisation
Ce bâtiment est situé au 20, rue Reuchlin à Gerstheim.

## Historique

### L'ancienne église
Une première église est fondée à Gerstheim durant l'époque mérovingienne, dont un texte de 1277 atteste l’existence[réf. nécessaire]. Elle est une première fois reconstruite en 1410.
En 1545, Louis von Bock et sa femme Agnès née Zorn, seigneurs de la ville, y introduisent la Réforme : l'église devient alors protestante. Ces derniers dans un testament demandent à y être enterrés.
À la fin du XVIIe siècle, Louis XIV introduit le simultanéum en Alsace. À partir de 1685, l'église est occupée à la fois par des protestants (dans la nef) et des catholiques (dans le chœur).

### L'église Saint-Guillaume
Dans années 1850, il est décidé de mettre fin au simultanéum et de construire deux églises séparées. La mairie achète en 1852 une grande propriété pour y construire une église protestante. En 1863, un budget de 92 000 francs est voté pour construire deux nouvelles églises dont Antoine Ringeisen est l'architecte. La première pierre est posée le 22 mars 1868 et la construction durera jusqu'au 20 mai 1872.
Les tombes des seigneurs von Bock y sont déplacées à l'entrée au côté de celles de Jacob Marx von Eckwersheim ainsi que son épouse Margareta, née von Mittelhausen. Ils font l'objet d'une inscription au titre des monuments historiques depuis 1935.
Une première rénovation est lancée 1903 pour améliorer la luminosité et refaire le sol et la peinture.
En 1917, les Allemands réquisitionnent la cloche. Une nouvelle cloche est fabriquée en septembre 1922 par la fonderie Paccard à Annecy.
À la suite de l'incendie de l'église Saint-Denis à Noël 2011, l'église protestante accueille les paroissiens catholiques jusqu'à la fin de reconstruction en février 2014.